# Greye La Spina
Greye La Spina (10 de julio de 1880– 17 de septiembre de 1969) fue una escritora estadounidense de terror y suspense que publicó cien cuentos, seriales, novelettes, y obras de teatro de un acto.
Sus historias aparecieron en Metropolitan , Black Mask Magazine, Action Tales, Ten-Story Book, The Thrill Book, Weird Tales, Modern Marriage, Top-Notch Magazine, Argosy, Photoplay, y muchas otras revistas.

## Biografía
La Spina nació como Fanny Greye Bragg el 10 de julio de 1880 en Wakefield, Massachusetts. Su padre era un clérigo metodista. Se casó con Ralph Geissler en 1898 y tuvieron una hija, Celia, dos años más tarde. Al año siguiente, su marido murió. En 1910 se casó con el Barón Robert La Spina, un aristócrata italiano.
Su primera historia sobrenatural, "El lobo en las estepas" fue publicada en The Thrill Book en 1919. Quedó segunda en un concurso de relatos organizado por la revista Photoplay en 1921, obteniendo un premio de 2.500 dólares. Su primer relato largo, Invasores de la oscuridad (1925), fue reeditado en formato libro por Arkham House en 1960.

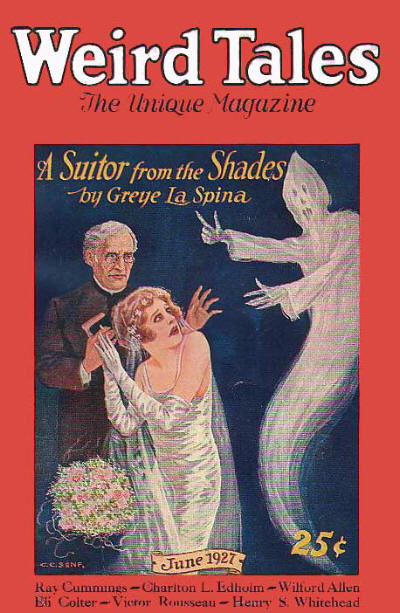
El relato de La Spina "A Suitor from the Shades" obtuvo la ilustración de portada del ejemplar de junio de 1927 de Weird Tales

.

## Selección de cuentos
- The Ultimate Ingredient (The Thrill Book, 1919)
- The Tortoise-Shell Cat (Weird Tales, noviembre de 1924)
- The Scarf of the Beloved (Weird Tales, febrero de 1925)
- La gárgola (Weird Tales, septiembre - noviembre 1925)
- La charca del Diablo (Weird Tales, junio de 1932)
- La pintura siniestra (Weird Tales, septiembre de 1934)
- La muerte tiene cabello rojo (Weird Tales, septiembre de 1942)
- Great Pan is Here (Weird Tales, noviembre de 1943)
- El antimacasar (Weird Tales, mayo de 1949)
- Old Mr. Wiley (Weird Tales, marzo de 1951)